# Bezirk Capira
Capira ist ein Bezirk (distrito) der Provinz Panamá Oeste in Panama. Die Einwohnerzahl betrug laut Volkszählung 2023 45.629.

## Gliederung
Der Bezirk Capira ist administrativ in folgende Corregimientos unterteilt:
- Capira
- Caimito
- Campana
- Cermeño
- Cirí de Los Sotos
- Cirí Grande
- El Cacao
- La Trinidad
- Las Ollas Arriba
- Lídice de Capira
- Villa Carmen
- Villa Rosario
- Santa Rosa